# KEduca
KEduca és un joc educatiu distribuït segons la versió 2 GPL inclòs al KDE. Té un mòdul per construir i guardar nous tests, i un mòdul per carregar els tests. Les imatges poden ser incloses en preguntes, les preguntes poden tenir múltiples respostes amb diferents resultats, i les preguntes poden tenir un límit de temps.
De moment, no s'inclou cap test amb la distribució, i és difícil de trobar tests fets en línia, per tant, qualsevol test que necessitis te l'has d'escriure tu mateix. La pàgina de Sourceforge no està actualitzada, la versió més actual es pot trobar a la web oficial.
El programa fou abandonat per manca de desenvolupadors.